# Mr. Cox
Mr. Cox (* 9. Juli 1932 in Stettin; † 13. November 2012; eigentlicher Name Jürgen Wolfgramm) war ein deutscher Zauberkünstler (Illusionist), der 1964 den Weltmeistertitel der Zauberkünstler gewann. 

Kurz nach dem Zweiten Weltkrieg begann Wolfgramm als Fünfzehnjähriger mit dem Unterricht bei einem Zauberkünstler, dem er dann ein Schauspielstudium folgen ließ, um sein schauspielerisches Talent weiterzuentwickeln. Der aktive Kriminalbeamte (Kriminalhauptkommissar und Leiter einer Mordkommission) trat ab 1958 als professioneller Zauberkünstler zunächst unter dem Bühnennamen Ray yo Gava auf.
Auf dem FISM-Weltkongress in Barcelona, 1964, gewann er mit seiner Darbietung Magic Bar ex aequo mit dem französischen Kollegen Pierre Brahma den Grand-Prix. Bei der Weltmeisterschaft 1973 in Paris errangen Mr. Cox und Annabelle den zweiten Platz in der Kategorie Erfindungen, gleichzeitig war damit der Gewinn der Deutschen Meisterschaft in jener Kategorie verbunden.
Langjährige Bühnenpartnerin von Mr. Cox war Magic-Lady Annabelle, im Privatleben seine Ehefrau Annelise (* 4. April 1938). Neben Deutschland und vielen weiteren europäischen Ländern gastierten die beiden mit einer Entourage von bis zu fünfunddreißig Mitarbeitern auch in den USA sowie in Indien. 
Aufgrund seiner schauspielerischen Begabung trat Mr. Cox auch in der Operette Die Zirkusprinzessin von Emmerich Kálmán auf.
Im Jahr 1995 erschien der großformatige Bildband Magic in Art, der Werke bekannter Bildender Künstler zum Thema der Magie und Illusion zum Thema hat und zusammen mit dem Künstler Reinhard Zardo entstand.
In seinen letzten Lebensjahren zog sich Mr. Cox, insbesondere nach einem schweren Unfall seiner Ehefrau, von der Zauberkunst zurück und widmete sich der Bildenden Kunst.

## Werke
- Mr. Cox: Magic in Art. Das ZauberKunstMuseum & ZauberKunstTheater des Mr. Cox. Lüneburg 1995.